# Floren Aoiz
Floren Aoiz Monreal (Tafalla, 28 de junio de 1966) es un político, escritor y columnista político español, perteneciente al ámbito de la izquierda abertzale.

## Biografía
Implicado en política desde muy joven, el 1 de febrero de 1987 fue elegido por unanimidad responsable político de Jarrai durante su III Congreso. Esta organización juvenil, que en la práctica funcionaba como las juventudes de Herri Batasuna, sería ilegalizada años después por su relación con ETA. Fue parlamentario foral por Herri Batasuna entre 1987 y 1997 y miembro de su mesa nacional y portavoz de dicha formación (junto con Jon Idígoras) desde 1992. También fue responsable de organización de esa coalición en Navarra.
En mayo de 1992 fue uno de los representantes de HB en las conversaciones que mantuvieron con el PNV. En diciembre de 1997, fue condenado por el Tribunal Supremo a siete años de prisión, junto con el resto de componentes de la dirección de HB, por colaboración con ETA, después de que la coalición emitiera un vídeo de la banda en uno de sus espacios de propaganda electoral. Aoiz y el resto de sus compañeros fueron encarcelados, permaneciendo en prisión hasta julio de 1999, cuando el Tribunal Constitucional aceptó el recurso de amparo presentado por la coalición y los miembros de la mesa nacional fueron excarcelados. Tras su puesta en libertad, aunque volvió a ser miembro de la mesa nacional de HB, no tuvo responsabilidad definida en ella, abandonando la primera línea política, si bien ha seguido participando en actos públicos de la izquierda abertzale. En 2002 fue imputado por el juez Baltasar Garzón, junto con otras 21 personas que formaban o habían formado parte de la dirección de Batasuna y sus antecesores, por pertenencia a banda armada. Su procesamiento, junto con el del resto de acusados, fue confirmado por la Audiencia Nacional en 2006.
En 2007 formó parte, en un puesto testimonial (el 29) de la lista de la agrupación electoral Abertzale Sozialisten Batasuna (ASB) (lista encabezada por Pernando Barrena) al Parlamento de Navarra, impugnada finalmente por el Tribunal Supremo, que la consideraba continuadora de la ilegalizada Batasuna, y participó en manifestaciones en apoyo de Acción Nacionalista Vasca. Lideró la campaña para pedir la liberación del líder de la ilegalizada Batasuna, Arnaldo Otegi, encarcelado desde el 8 de junio de 2007 al 30 de agosto de 2008 por enaltecimiento del terrorismo.
Ha escrito varios libros sobre la historia de Navarra, sobre las circunstancias políticas del "problema vasco", mostrándose partidario de la anexión Comunidad Foral al País Vasco y la secesión de España. Es columnista del diario Gara.

## Obras
- La vieja herida. De la conquista española al Amejoramiento Foral (Txalaparta argitaletxea, Tafalla, 2002)
- El jarrón roto (Txalaparta argitaletxea, Tafalla, 2005)
- Más allá de 1512 (Txalaparta argitaletxea, Tafalla, 2012)
- Pepinos extraculturales (Txalaparta argitaletxea, Tafalla, 2024)